# پیاکو (هاوایی)
پیاکو (به انگلیسی: Puako) یک منطقهٔ مسکونی در ایالات متحده آمریکا است که در شهرستان هاوایی، هاوایی واقع شده‌است. پیاکو ۴۵٫۷ کیلومتر مربع مساحت و ۷۷۲ نفر جمعیت دارد و ۰ متر بالاتر از سطح دریا واقع شده‌است.